# Болгарская белая молочная коза
Болгарская белая молочная коза — болгарская порода домашних коз. Разводится для получения молока, также мяса и шкур.

## Распространение
Болгарская белая молочная — наиболее распространённая в Болгарии порода коз. Разводится в хозяйствах всех регионов страны. Порода выведена в Институте горного животноводства в Трояне в результате скрещивания местных коз с козлами Зааненской породы и последующей целенаправленной селекции. Зарегистрирована в 1992 году.
К 2008 году поголовье представителей породы превысило 100 тысяч особей.

## Описание и характеристики породы
Корпус гармоничный, удлинённый, с крепким костяком. Голова сухая, удлинённая с прямой или слегка вогнутой линией профиля. Уши средней длины направлены в стороны. Часть особей обоих полов имеют рога. Как у козлов, так и у коз на нижней части шеи имеются две кожные подвески (серьги). Вымя у коз хорошо развито, соски средней длины, слегка выдаются вперёд. Порода подходит для машинного доения.
Шерсть белая, густая и более длинная, чем у зааненской козы.
Вес самок 50 — 60 кг, самцов 70 — 80 кг. Плодовитость достигает 170—200 %. Средний удой молока за лактационный период 600—800 литров при жирности молока от 3,5 % и содержании белка 3,2 %.